# 閉鎖都市

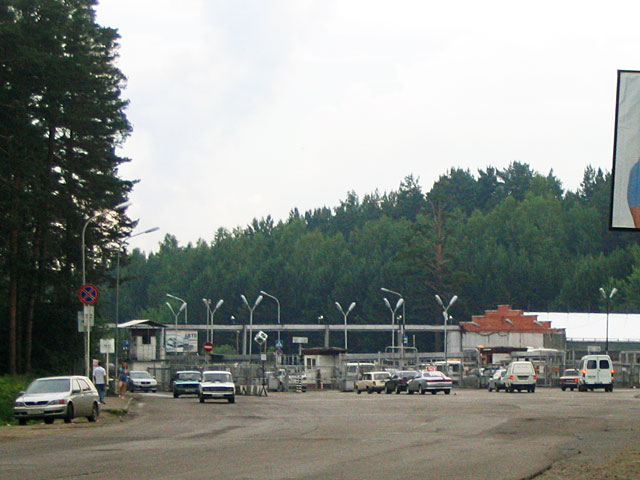
セヴェルスクの入口にある検問所。ロシア国民でも立ち入りは規制される

閉鎖都市（へいさとし、英: closed city, closed town, ロシア語: закрытое административно-территориальное образование, ЗАТО〈ザトー〉）、または秘密都市（ひみつとし）とは、都市についての情報の開示や出入りが厳しく制限されている都市である。

## 概説
第二次世界大戦中や第二次世界大戦後にアメリカ合衆国やソビエト連邦（現ロシアなど）などの国家は、核兵器や化学兵器の開発を行ったが、兵器の秘密を保持し、開発をしていること自体を秘密にしたり、また軍事基地の秘密を守るなどの目的で閉鎖都市が作られた。
閉鎖都市は、核兵器開発や化学兵器開発などといった国家秘密にかかわるような特定の目的のための都市であり、その住民は主として核兵器製造や化学兵器製造、あるいは何らかの軍事活動に従事している者やその家族である。通常、都市というのは出入りが自由であるが、閉鎖都市は多くがフェンスや壁など出入りの障壁になるもので囲まれており、検問所や何らかのゲートのようなものが設置され、立ち入ることが厳しく制限されており、一般人は立ち入ることができない。立ち入ることができるのは極めて限られた者だけである。
また、閉鎖都市ではしばしば住民が都市の外に出ることも無制限というわけではなく、何らかの許可や手続きを必要とするものも多い。住民が転出すること（その都市の外に引っ越しをすること）もさまざまな形で制限されたり、それをしないように当局（国家）から圧力がかかったり、それができた場合でも当局から監視の対象になることも多く、そのような理由から当該都市で生まれた子供の多くが、生涯その都市で暮らすことになるとされる。
閉鎖都市の中には、都市の存在を地図に掲載しない、上空の飛行制限を行う、閉鎖都市につながる道路を封鎖する、郵便私書箱の番号を都市の名称代わりに用いるなどの方法で、その都市がこの世に存在することすらできる限り秘密にされているものがある（あった）。そうした意味で、閉鎖都市は「秘密都市」と呼ばれることもある。
現在のロシア、CIS諸国には多数の閉鎖都市がある。これは、アメリカが核兵器開発のために秘密都市を作ったことをソ連側が察知し、それを模倣し作るようになったともされる。研究者やジャーナリストの指摘によれば、アメリカとロシアだけで合計しても30ほどの秘密都市が現存するとされる。

## ソビエト連邦
ソビエト連邦の閉鎖都市には、大きく分けて2つのカテゴリーがあった。
- 軍事産業または原子力・核兵器に関する産業が存在するため閉鎖されている都市（例：プルトニウム生産施設が存在するオジョルスク、ウラン濃縮施設が存在するシッラマエ）
- 軍事機密の理由（軍事的要地、レーダー基地など）から閉鎖されている国境および西側諸国と国境を接する地域。極東地域の場合、外国人開放都市に指定されていたのはハバロフスク、ナホトカなど極少数に留まり、サハリン州やマガダン州、カムチャツカ地方、チュクチ自治管区に至っては州内全域が外国人立ち入り禁止であった。西側諸国と国境を接する地域については東ドイツと西ドイツの国境沿い、チェコスロバキアに入るためには特別な許可が必要とされた。

ソビエト連邦は、第二次世界大戦後の1940年代終盤よりヨシフ・スターリンの指示により、核開発などのための特別な都市を秘密裏に建設し始めた。特に軍需産業や原子力産業が存在する閉鎖都市は西側陣営の爆撃機による攻撃を避けるため内陸部に存在し、大量の水を必要とする原子力産業や重工業を成り立たせるために大河や大きな湖のそばに設けられた。居住している住民は関連施設の関係者か建設業者、またはその地で産まれた者に限られていた。
さらには、軍事上重要な都市への旅行も制限が課せられるようになった。外国人のみならず自国民や地元住民も閉鎖都市には自由に旅行できず、滞在には当局の審査を必要とした。地元住民も外部に情報を漏らすことは許されず、場合によってはKGBによる摘発の対象にもなり得た。
公式には住民は存在していないことになっており、厳重な警備体制（検問所による入退出の管理、有刺鉄線フェンス、監視タワーや武装警備隊など）が敷かれていた。道路標識に都市の位置は記載されず、一般人が使用する鉄道やバスの路線図にも記載されていなかった。他にも文書の検閲などの厳しい制限が課せられるため、住民は20%増しの給与を受け取っていたほか、他都市では不足していた食料品などの物資も供給されるなどの恩恵を得ていた。たとえば、カリーニングラード州全体が、外国人のみならず、居住者ではないソビエト住民に対しても旅行が制限されていた。セヴァストポリとウラジオストクもソビエト海軍基地があったため、同様に国内旅行者も制限されていた。
軍需産業が集積するゴーリキー（現ニジニ・ノヴゴロド）、戦車生産の中心、ペルミ、ミサイル・ロケット開発の中心であるクイビシェフ（現サマーラ）といった大都市も閉鎖都市とされていた。アンドレイ・サハロフの流刑先としてゴーリキーが選ばれたのは、外国人特派員が接触できないようにするためであった。
閉鎖都市には、ソビエト連邦によって建設された秘密都市「закрытые административно-территориальные образования（zakrytye administrativno-territorial'nye obrazovanija、略称 ЗАТО /ZATO; 閉鎖行政地域組織）」が含まれている。これらは学術目的・科学研究目的（主に核兵器開発・製造やミサイル・宇宙開発のためのもの）で建設され、長らく地図にも載らず、正式な地名もなく暗号名（近隣大都市の名の後ろに数字が振られる。たとえば、ツァーリ・ボンバが製造されたサロフは「アルザマス16」など）で呼ばれていた。

## ロシア連邦
閉鎖都市の多くはソビエト連邦の崩壊後に廃止されて無人化・廃墟化するか、もしくは開放されて暗号名に代わる正式な地名がつけられた。
閉鎖都市に関する法律として、ロシア連邦では1992年6月14日に「閉鎖行政領域体に関するロシア連邦法」が制定されている。2010年1月1日現在、この法律の適用を受け閉鎖都市（ZATO）とされる都市の数は42、人口の合計は約130万人である。ZATOはソ連崩壊後の現在も特別な行政組織になっており、居住者や関係者以外の立ち入りは規制されている。また、現在公表されている42のZATO以外にも、約15の確認されない都市があると考えられている。
ロシア原子力エネルギー省の命令で今日に至るまで閉鎖されている都市は核開発にかかわるZATOが多く、スヴェルドロフスク州のレスノイ市（Lesnoy）とノヴォウラリスク市（Novouralsk）、チェリャビンスク州のオジョルスク市（Ozyorsk）、スネジンスク市（Snezhinsk）とトリョフゴールヌイ市（Tryokhgorny）、ニジニ・ノヴゴロド州のサロフ市（Sarov）、トムスク州のセーヴェルスク市（Seversk）、ペンザ州のザレーチヌイ市（Zarechny）、クラスノヤルスク地方のゼレノゴルスク市（Zelenogorsk）とジェレズノゴルスク市（Zheleznogorsk）などがある。核開発以外に関わるZATOとしては、宇宙開発関係のアムール州のツィオルコフスキー（旧称ウグレゴルスク）、ICBM基地が置かれていたトヴェリ州オジョルヌィ、潜水艦基地があるカムチャッカ地方ヴィリュチンスクなどがある。
ロシア国防省は30から90の町や市を閉鎖しているといわれるが、公式なリストは機密である。
閉鎖都市のいくつかは外資の投資のために開かれるが、外国人の旅行は許可がなければできない。外国人に開放される例としては、核技術流出阻止のためにアメリカ合衆国エネルギー省国家核安全保障局（NNSA）とロシア原子力エネルギー省がサロフ市、スネジンスク市、ジェレズノゴルスク市で共同で行う「核開発都市イニシアティヴ（the Nuclear Cities Initiative (NCI)）」などがある。
冷戦の終結とソ連崩壊に伴って核兵器の需要が減少すると、これまで軍事目的の原子力産業を基幹産業としてきた多くの閉鎖都市は不況に陥り、治安も悪化した。そのような都市は、現在では平和目的の核物質（西側諸国への販売も行われている）を生産するほか、原子力に関係しない民間用の一般工業製品の生産を行っている。
閉鎖都市の数は1990年代半ば以降急速に減少している。しかし、2001年10月30日より、北方の都市、ノリリスク（Norilsk）、タルナク（Talnakh）、カイエルカン（Kaierkan）、ドゥディンカ（Dudinka）、イガルカ（Igarka）への外国人の旅行が規制された。これらの都市に旅行しようとするロシア人も旅行許可が必要になった。

## カザフスタン
カザフスタンでは、かつてセミパラチンスク核実験場のあるクルチャトフが閉鎖都市とされていた。

## ウクライナ
ウクライナでは、黒海艦隊の基地があるセヴァストポリや、ミサイルの製造拠点であるドニプロペトロウシクが1990年代半ばまで閉鎖されていた。

このほか、1970年には当時のソ連によってチェルノブイリ原子力発電所や、その従業員の居住地として建設されたチェルノブイリやプリピャチも閉鎖都市であったが、1986年のチェルノブイリ原子力発電所事故により、プリピャチに許容量を大幅に超える放射性物質が降り注いだため、住民は全員避難させられ街が放棄された。

## エストニア
エストニアでは、近年までシッラマエ、パルディスキの2つの閉鎖都市が存在していた。シッラマエにはかつてソビエト連邦の原子力発電所や核兵器施設用に燃料棒や核物質を製造する化学工場があり、1991年にエストニアが再独立するまで閉鎖都市であった。パルディスキにはソビエト海軍原子力潜水艦訓練センターがあり、1994年にロシア海軍が撤収するまで閉鎖都市となっていた。

## スウェーデン
スウェーデンでは、近年までゴットランド島を中心としたゴットランド県で一般人の立入りが制限されていた。ゴットランドでは中世以来、要塞であり、冷戦期は軍事基地であった。スウェーデンは東西冷戦では中立の立場であったが、潜在的に親西側であり、基地のあったゴットランド島は東側との最前線の場所に位置していた。

## アメリカ合衆国
アメリカ合衆国でも、特に大量破壊兵器の研究開発に関して同様の機密都市が建設されている。
マンハッタン計画による原子爆弾研究・製造の拠点として、1943年にオーク・リッジ、ロスアラモス、ハンフォードの3つの都市を建設している。いずれも都市の建設前は大規模な人口密集地が存在していない。オーク・リッジとロスアラモスは、該当地区とその周囲に農村地帯が点在しているだけであった。居住していたその農民たちから、アメリカ陸軍が半ば強制的に土地を収用、最終的に応じないものは強制排除した。オーク・リッジやロスアラモスといった現在の地名は、過去に存在した周辺の地名から命名された。ハンフォードはそれ以前から同名の漁村が存在していたが、やはり政府によって強制的に土地を収用され立ち退かされている。
建設当初はソ連同様正式な地名としての都市名は存在せず、オーク・リッジはサイトX、ロスアラモスはサイトY、ハンフォードはサイトWと施設名で呼称された。また、個々の施設もその目的や用途、機能を隠匿するため、S-25、Y-12といったコードネームで呼ばれた。しかし、こうした秘匿名称を使うことは却って周囲の興味を引くという考え方から、土地収用前に存在した地名や近隣に存在した地名などをあてがった。それにもかかわらず、地図にそれらの施設が記載されることはなく、実際にそのような都市・施設が存在しているかどうかは、一般市民はもとより政府・軍関係者でも一部の者しか知らない事実であった。
ソ連との最大の違いは、民間の大企業が関連していることである。当初こそクリントン・エンジニア・ワークスと呼ばれる、存在そのものが目的である偽装会社が設立されたが、資本主義経済のアメリカではプロジェクトが大規模になるにつれて施設建設や資材・部品の供給などに民間資本の参加を必要とし、もともと軍需産業を手掛けていたゼネラル・エレクトリックやウェスティングハウスといった企業が参加するようになった。
「マンハッタン計画」が終了した1947年以降、オーク・リッジとロスアラモスは存在自体の秘匿対象から外れ、正式な地名・自治体として公表された。しかし、依然として施設の内容などは秘匿された。また、住民の管理も続き、さながらソ連型社会を思わせるかのような居住統制が行われていた。人種差別も敢えて強まるように指導され、1950年代から1960年代にかけて強い反対運動が展開された。これらの都市が完全に解放されるには、冷戦の終結を待つことになる。
一方、核燃料や核廃棄物の再処理施設として建設されたハンフォードはハンフォード・サイトと呼ばれ、現在も核施設の労働者以外は基本的に居住せず、外国人の立ち入りも制限されている。核燃料の冷却などに使われた低レベル放射性廃棄物に相当する廃液はコロンビア川に放流されていた。また、高レベルの放射性廃液を貯蔵するタンクが建設され、後に地中に埋められたが、老朽化により漏れ出し、地下水や土壌を汚染している。この問題について、連邦政府は1988年から浄化計画を進行させているが、順調とはいいがたい。
また、ネバダ核実験場にあるマーキュリーやダグウェイ実験場にあるダグウェイも外部の者の立ち入りが厳しく制限されている。

## 中華人民共和国
核兵器開発の目的で造られた都市である第9学会（青海省海北チベット族自治州）が存在し、「北西核兵器研究設計学会」「211工場」とも呼ばれている。

また、大連市の旅順口区は中国人民解放軍海軍北海艦隊の基地があることから2009年まで全域が制限区域とされていたが、現在は軍港周辺など一部を除き開放され、外国人の旅行ができるようになった。

## 日本
戦時下の毒ガス開発の島として、瀬戸内海の島で広島県に属する大久野島が、戦前は地図から消されていた。
在日米軍基地においても、空軍の施設の他に、軍関係者の家族のための住宅、学校、ショッピングモール、郵便局などが設けられた居住区があり、居住区には米軍のIDがないと入れない（逆に、アメリカ軍および連邦政府関係者はパトリオット・エクスプレスと軍用車で出入りする限り、本国から一歩も出ていない扱い）ため、閉鎖都市のようになっている。居住区も米国の街として整備されており、USPS、A&W、Taco Bell、ダンキンドーナツなど、米国本土で展開する店舗が特別に設けられている。米国仕様の映画館もあり、米国本土と同じタイミングで新作を鑑賞することができる。

## 参考資料
1. ↑  第二次世界大戦ごろでは、地図に載せず、近づくことを禁止し、付近で航空機が飛ぶことを禁止すれば、存在を隠すことをおおむねできた。現在では偵察衛星の数が多く、商用の衛星写真も広く出回っているので、（人の侵入を防ぎ、都市内の活動の秘密は守ることはできても）都市の存在まで隠蔽することは困難になった。
2. 1 2  “秘密めいた閉鎖都市”.   ロシアNOW (2016年5月2日). 2017年1月7日閲覧。
3. 1 2  『ユーラシア・ブックレットNo.153　ロシアの旧秘密都市』、企画・編集＝ユーラシア研究所・ブックレット編集委員会、発行＝東洋書店、2010年6月20日、ISBN 978-4-88595-926-4
4. ↑  Greg Kaser, "Motivation and Redirection: Rationale and Achievements in the Russian Closed Nuclear Cities", p. 3 in Countering Nuclear and Radiological Terrorism, eds. David J. Diamond, Samuel Apikyan, Greg Kaser. Springer, 2006. ISBN 1402048971
5. ↑  “Closed Cities »Useful Notes”. tvtroops 2024年10月20日閲覧。